# 조명록

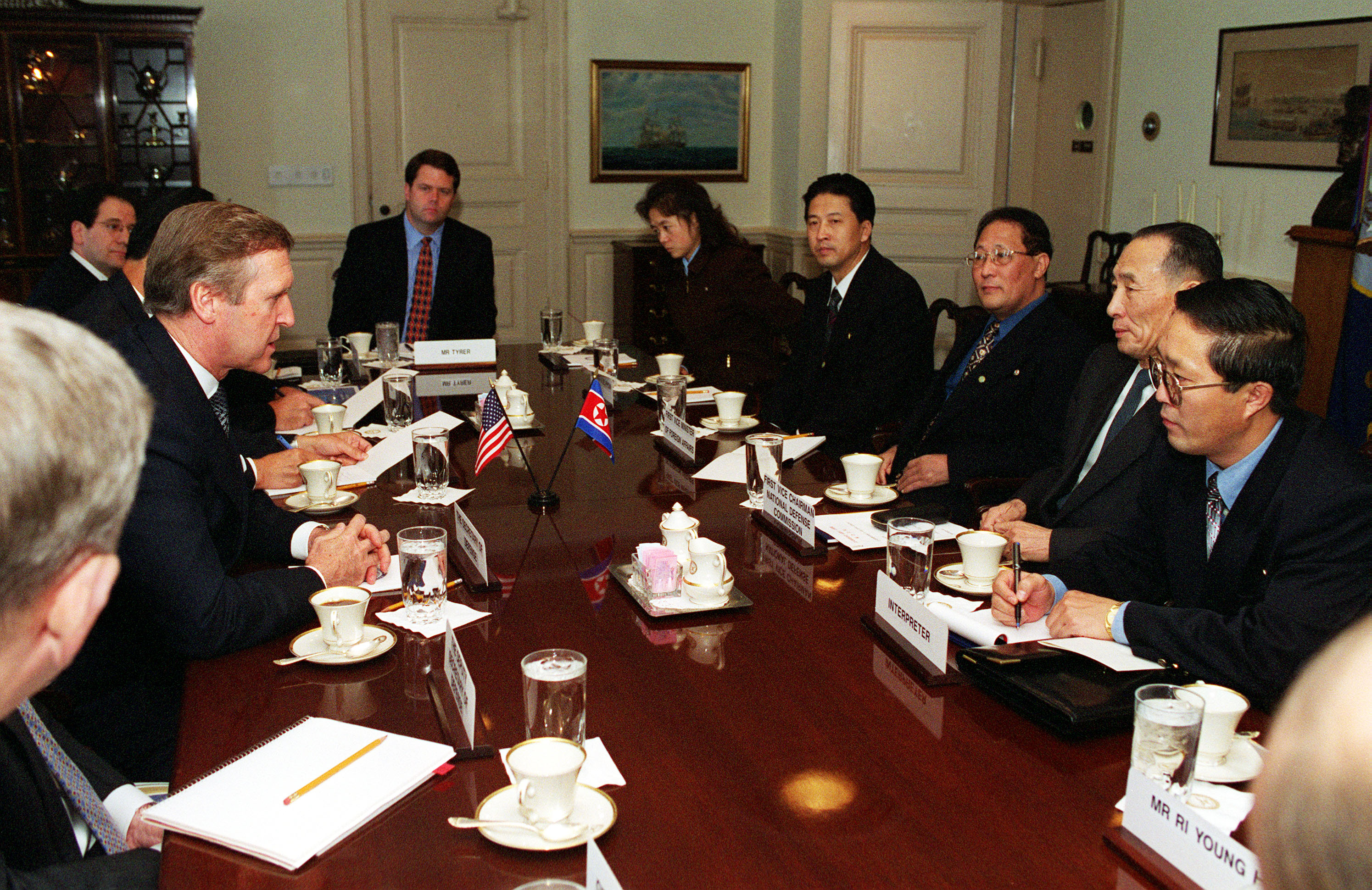
북측 테이블에서 오른쪽에서 두 번째에 앉아있는 조명록. (왼쪽 끝에 있는 여성은 김옥.)

조명록(趙明祿, 1928년 7월 12일 ~ 2010년 11월 6일)은 조선민주주의인민공화국의 군인, 정치인, 외교관으로 국방위원회 제1부위원장, 조선인민군 총정치국장, 조선로동당 중앙위원회 위원, 인민군 차수였다. 2000년 고위급 군인으로는 최초로 미국을 방문하여 당시 빌 클린턴 미국 대통령과 만나 회담하기도 했다.
소비에트 연방으로 유학을 다녀왔고 1952년 귀국 후 조선인민군에 입대, 인민군 공군에서 복무하였다. 공군 장교로 조종사를 지냈으며, 연대장·사단장 등으로 고속 승진을 했다. 1977년 중장으로 진급, 공군사령관에 임명되어 1995년까지 인민군 공군을 지휘했다.
1980년 10월 로동당 중앙위원회 위원 겸 당 중앙군사위원회 위원이 되었으며, 1982년 최고인민회의 제7기 대의원으로 선출되었다. 1985년 상장으로 진급했고, 1992년 4월 김정일이 인사권을 행사할 때 대장으로 진급했다. 1995년 차수로 진급하고 인민무력부장 겸 총정치국장 오진우가 사망하자 총정치국장으로 발탁되었다.
2000년 10월 김정일 위원장의 특사 자격으로 미국을 전격 방문해 빌 클린턴 미국 대통령과 회담하고 '북미 공동커뮤니케'를 함께 발표하여 냉각된 조선-미국 관계의 새 방향을 제시했다는 평을 받았다. 2000년 1차 남북정상회담에 참석하였으며, 2006년 이후 건강이 급속도로 악화되어 일선에서 물러나 있었다. 2009년 4월 9일 조선민주주의인민공화국 최고인민회의 제12기 제1차회의에서 국방위원회 제1부위원장으로 재선되었다.
2010년 11월 6일 10시 30분 심장병으로 사망했다. 사망 당시 나이는 83세였다.

## 같이 보기
- 오진우
- 오극렬
- 조선민주주의인민공화국 국방위원회
- 조선인민군 공군